# Elżbieta Dmoch
Elżbieta Dmoch (sinh ngày 29 tháng 12 năm 1951) là một ca sĩ và nghệ sĩ thổi sáo người Ba Lan. Bà là cựu thành viên của nhóm nhạc nổi tiếng 2 Plus 1.

## Tiểu sử
Elżbieta Dmoch bắt đầu học hát từ khi còn trẻ. Bà học thổi sáo và piano tại một trường dạy nhạc.
Vào cuối thập niên 1960, Elżbieta Dmoch là thành viên của nhóm Warszawskie Kuranty, một ban nhạc do Janusz Kruk thành lập. Tháng 1 năm 1971, Janusz và Elżbieta thành lập một nhóm nhạc mới mang tên 2 Plus 1. Nhóm này rất nổi tiếng ở Ba Lan trong những năm 1970 và nửa đầu những năm 1980. Tại Liên hoan Ca khúc Quốc tế Sopot năm 1974, Elżbieta Dmoch được vinh danh là nữ ca sĩ xinh đẹp nhất. Hai năm sau đó, bà được nhận một giải thưởng tương tự tại Liên hoan quốc gia về bài hát Ba Lan tại Opole.
Elżbieta Dmoch là tác giả của bài hát "Naga plaża" nằm trong album Video của nhóm 2 Plus 1, phát hành vào năm 1985.

## Đời tư
Elżbieta Dmoch đã gặp gỡ Janusz Kruk khi mới 17 tuổi. Họ kết hôn và chung sống trong suốt 15 năm. Họ kết hôn vào tháng 2 năm 1973 và ly hôn vào cuối những năm 1980 vì Janusz Kruk rời bỏ bà để chạy theo một người phụ nữ khác. Sự qua đời của Janusz vào năm 1992 là một cú sốc lớn với Elżbieta khiến bà từ bỏ hoạt động nghệ thuật và sống ẩn dật.
Elżbieta Dmoch sử dụng thành thạo ba ngoại ngữ là tiếng Anh, tiếng Đức và tiếng Nga.